# スポークン・ワード
スポークン・ワード（英: Spoken word）とは、歌詞、詩、物語を話す文学の芸術、または芸術的パフォーマンスのことである。しばしば音楽の演奏がつくこともあるが、話者が主役である。
詩人の表現活動で有名なのはポエトリー・リーディングで、これは詩人が既に発表された詩、あるいは声に出して読む目的で書かれた詩を読むものである。他には、近年人気を得た、政治的社会的な解説を、通常のスピーチより芸術的に（ゆっくりと、静かに、散文体で）読むようなものもある。
スポークン・ワードのアーティストは詩人、ミュージシャンである場合が多い。
1980年代後半から1990年代初期、アーティストがキャバレー形式で喧嘩腰に身構える、ポエトリー・スラムが登場した。

## 歴史
戦前のラングストン・ヒューズのような文学者は、スポークン・ワードの初期の例である。またWEデュボイスやブッカーTワシントン、キング牧師のような市民運動家から、マーカス・ガーヴェイのような急進的な活動家まで、スポークン・ワードを使う人物は多かった。女性ではマヤ・アンジェルーもこの分野で活躍した。マルコムXの死後、彼の思想を継承したブラック・パンサー党、ボビー・シール、ストークリー・カーマイケルや、音楽家のラスト・ポエッツ
、ギル・スコット・ヘロンらも登場した。
1980年代には、グランドマスター・フラッシュ、パブリック・エネミー、BDPらのラップ勢が現れた。
1990年代に入ると、アメリカの詩の世界で、スポークン・ワードに対する関心が高まった。しかし、これをもって、最初のスポークン・ワードの出現とは言えない。スポークン・ワード、または詩の朗読は、報償を目的に自作の詩を暗唱する吟遊詩人やストーリーテラーの時代に創始されたのである。印刷技術が発明されたが、パフォーマンス・ポエトリーが出版にすげ替わったわけではない。なぜなら、仕事の有用性は増加する見込みがあったのだ。1950年代および1960年代、スポークン・ワードが復活した。白人男性作家のコミュニティ、いわゆるビート・ジェネレーションが、彼らの反学問的な信念、社会的規範への嫌悪を表現するのに、スポークン・ワードを用いはじめたのだ。しかし、1990年代までには、スポークン・ワードは再びメイン・ストリームの水面下に沈んでいった。
1990年代になって、力強く、アグレッシブで、率直な詩のスタイルが、新たなスポークン・ワードを生んで、メイン・ストリームに浮上した。ビート・ジェネレーションとは異なり、政治的な動機を必要としないスポークン・ワードの出現であった。このムーヴメントは、パフォーマーの多様化、アマチュア芸人の奮起、積極的で寛容力のあるメッセージの発信をもたらした。ようするに、このムーヴメントは詩を大衆に返したのである。この芸術形式はテレビにマッチしていて、マギー・エステップ、レッグ・E・ゲインズ、ヘンリー・ロリンズ、ジョン・S・ホール、ダナ・ブライアントといった詩人たちが、スポークン・ワードのアーティストとして称賛を得た。1990年代中頃、MTVはスポークン・ワードの需要に注目し、このムーヴメントの売れっ子たちを出演させた「Spoken Word Unplugged」というショー番組を作ったが、大ブームとなるまでには至らなかった。この世代のアーティストたちのほとんどは、小説など他分野に流出した。ところでこの時期、1つの懸念があった。ラップとスポークン・ワードの境界線はどこにあるのか、ということである。一部のスポークン・ワードのアーティストは、スポークン・ワードに較べてラップは音楽的すぎると主張した。「ラップは歌のようなもの、スポークン・ワードは詩のようなもの」（ジョン・S・ホール）。
 
スポークン・ワードが短命に終わるとの意見もあったが、年月を経過し1990年代後半になっても、スポークン・ワードは死に至ってはいない。メインストリームの水面下で芸術的なスポークン・ワードは存在している。

## 日本におけるスポークン・ワード
日本ではスポークン・ワードは浸透していないが、佐野元春・Snu-pay Pants等、スポークン・ワードに取り組むアーティストも存在する。
佐野はスポークン・ワードをやる理由について、「パフォーマーがどの国籍に属していようと一定の理解が得られるはずだという確信のもと、それを試してみました。」「僕は自分の母国の言葉に誇りをもっています。母国語でスポークンワーズすることが、自分にとってはとても大事です。原語の理解を超えて、他の文化圏の人に通じるものがあるはずだ、という確信がどこから生まれるかといえば、それは母国語に対する信頼にあると思います。」と述べている。